# Zinsstrukturmodell
Ein Zinsstrukturmodell ist ein finanzmathematisches Modell, das die gesamte Zinsstruktur, also die Zinsen für verschiedene Laufzeiten, gemeinsam beschreibt.

## Eigenschaften und Zweck
Mit Hilfe von Zinsstrukturmodellen möchte man die empirisch beobachtbaren Zusammenhänge zwischen Zinssätzen unterschiedlicher Laufzeiten durch möglichst wenige Zinsstrukturfaktoren erklären und die mögliche zeitliche Entwicklung von Zinssätzen beschreiben. Diese Modelle dienen der Bewertung von Anleihen und von Zinsderivaten, also von Finanzgeschäften, deren Wert von Zinssätzen abhängt. Da die verschiedenen Zinssätze voneinander abhängen bzw. einander beeinflussen, ist die Modellierung einzelner Zinssätze unabhängig voneinander nicht sinnvoll. Aus diesem Grund wird versucht, die gesamte Zinsstruktur in einem Modell darzustellen.
Zinsstrukturmodelle gehören zur anspruchsvollsten Gattung unter den Finanzmarktmodellen. Dies vor allem, wenn die „erklärenden“ Zinsstrukturfaktoren durch den Einsatz stochastischer Prozesse beschrieben werden.
Das Ziel von Zinsstrukturmodellen ist es, die mögliche zukünftige Entwicklung der Zinsstruktur zu beschreiben. Dabei geht es weniger um die Vorhersage von Zinssätzen, als vielmehr um deren wahrscheinliche künftige Verteilung. Dies ist analog zur Vorgehensweise des Black-Scholes-Modells, das jedoch aus einer Reihe von Gründen nicht zur Bewertung von Zinsderivaten herangezogen werden kann:
- Statt eines Basiswerts (der Aktie) besteht die Zinsstruktur aus einer Vielzahl von Zinssätzen, die alle simultan zu modellieren sind.
- Im Gegensatz zu Aktien werden Zinssätze nicht direkt gehandelt, sondern nur Derivate auf Zinssätze.
- Aktien besitzen eine (theoretisch) unbeschränkte Laufzeit, wohingegen Anleihen regelmäßig eine beschränkte Laufzeit besitzen.

Aus den genannten Gründen ist die Modellierung der Zinsstruktur erheblich schwieriger als die Bewertung von Aktienderivaten und die entsprechenden Modelle wesentlich komplexer. Je nach zugrundeliegender erklärender Variable („Faktor“) werden häufig unterschieden:
- Momentanzinsmodelle – Modellierung des Momentanzinses
- HJM-Modell, allgemeiner Heath-Jarrow-Morton-Modellrahmen – Modellierung der Termin-Momentanzinsen
- Markt-Modelle – Modellierung von Marktzinssätzen (z. B. LIBOR- oder Swap-Sätze)

## Momentanzinsmodelle
Modelle, bei denen der Momentanzins die erklärende Variable und damit die einzige Unsicherheitsquelle ist, heißen entsprechend Momentanzinsmodelle. Der Momentanzins ist theoretischer Natur und kann nicht am Markt beobachtet werden. Er bezeichnet den Zinssatz einer sicheren Anlage für den gegenwärtigen, infinitesimal (unendlich) kurzen Zeitraum. Meist werden Ein- oder Drei-Monats-Zinssätze (vgl. EURIBOR) zur Berechnung des Momentanzinses herangezogen. Je nach Modellierung des Momentanzins-Prozesses unterscheidet man verschiedene Ansätze. Einer der ersten stammt von Oldřich Vašíček (1977), der einen gaußschen Ornstein-Uhlenbeck-Prozess für die Entwicklung des Momentanzinses verwendet. Hierbei ist der Momentanzins normalverteilt, d. h. Zinssätze können mit positiver Wahrscheinlichkeit negative Werte annehmen. Weitere bedeutende Ansätze sind z. B. die Modelle von Cox, Ingersoll und Ross (1985) und Hull und White (1990).
Ein Vorteil der Momentanzinsmodelle ist die meist einfache Implementierung und die große Freiheit bei der Wahl der Parameter. In der Regel liefern sie geschlossene Bewertungsgleichungen für Anleihen und einfache Zinsderivate. Bemängelt wird häufig der Vorgang der Kalibrierung, also die Anpassung der Modellparameter an die realen Marktdaten. Diese Anpassung ist dabei umso komplizierter, je realistischer das Modell ist. Weiterhin haben empirische Studien den Momentanzinsmodellen mit (nur) einem Faktor eine schlechte Erklärungskraft nachgewiesen. Die Verwendung des Momentanzinses als einziger erklärenden Variable bewirkt, dass sämtliche Zinssätze der Zinsstruktur perfekt korreliert sind und reale Zinsstrukturen nicht adäquat nachgebildet werden können. Die Hinzunahme weiterer Faktoren wie der Inflationsrate oder dem langfristigen Zins verbessert die Anpassungsfähigkeit, macht jedoch die Handhabung der Modelle komplizierter.

## Terminzinsmodelle
Um die Mängel der Momentanzinsmodelle zu überwinden, entwarfen Heath/Jarrow/Morton (1992) einen allgemeinen Modellrahmen, der anstatt eines einzigen Punktes der Zinsstruktur die Entwicklung der Gesamtheit der Termin-Momentanzinsen (auch „momentane Terminzinsen“, englisch oft in unpräziser Verkürzung forward rates genannt) in den Mittelpunkt stellt. Der Termin-Momentanzins ist dabei der Momentanzins für den als Termin angegebenen zukünftigen Zeitpunkt. Damit wird die Zinsstrukturkurve als Ganzes modelliert. In ihrer Arbeit weisen die Autoren nach, dass neben der anfänglichen Zinsstruktur als  weitere Inputvariable lediglich die Volatilitätsfunktion der Termin-Momentanzinsen benötigt wird (Driftrestriktion). Dies ist analog zum Black-Scholes-Modell, wo der Wert einer Aktienoption ebenfalls nur vom gegenwärtigen Wert des Basiswerts und dessen Volatilität abhängt. Dies ermöglicht die präferenzfreie Bewertung von Zinsderivaten. Die Wahl der Volatilitätsfunktion ist bedeutend; sie bestimmt im Wesentlichen die jeweiligen Modelleigenschaften.
Eine bedeutende Unterklasse stellen die Gauß-Zinsmodelle dar. Deren Volatilitätsfunktion ist deterministisch, was zu normalverteilten Termin-Momentanzinsen (und damit lognormalverteilten Anleihepreisen) führt. Für den Spezialfall konstanter oder exponentiell fallender Volatilitäten existieren geschlossene Bewertungsgleichungen.
Terminzinsmodelle erlauben die Verwendung (theoretisch) beliebig vieler Eingabeparameter, um eine realistischere Darstellung der Zinsstruktur zu ermöglichen. Gleichzeitig ist jedoch auch der Termin-Momentanzins ein theoretisches Konstrukt, das nicht direkt am Markt beobachtet werden kann. Diesen Nachteil überwinden die Markt-Modelle.

## Markt-Modelle
Markt-Modelle stellen eine Weiterentwicklung der Terminzinsmodelle dar. Sie verwenden anstelle der fiktiven Termin-Momentanzinsen tatsächlich am Markt beobachtbare Zinssätze. Diese Methodik wurde erstmals in den Arbeiten von Brace/Gatarek/Musiela (1997) und Miltersen/Sandmann/Sondermann (1997) für LIBOR-Sätze (LIBOR-Markt-Modell) und von Jamshidian (1997) für Swap-Sätze (Swap-Markt-Modell) angewandt. Diese Modelle führen zu Bewertungsgleichungen ähnlich der Black-Scholes-Formel und haben sich daher heute in der Praxis durchgesetzt.

### Originalarbeiten
- Alan Brace, Dariusz Gatarek, Marek Musiela: The Market Model of Interest Rate Dynamics. In: Mathematical Finance. Bd. 7, Nr. 2, 1997, ISSN 0960-1627, S. 127–147, doi:10.1111/1467-9965.00028.
- John C. Cox, Jonathan E. Ingersoll, Jr., Stephen A. Ross: A Theory of the Term Structure of Interest Rates. In: Econometrica. Bd. 53, Nr. 2, 1985, ISSN 0012-9682, S. 385–407.
- David Heath, Robert Jarrow, Andrew Morton: Bond Pricing and the Term Structure of Interest Rates: A New Methodology for Contingent Claims Valuation. In: Econometrica. Bd. 60, Nr. 1, 1992, S. 77–105.
- John Hull, Alan White: Pricing Interest-Rate-Derivative Securities. In: The Review of Financial Studies. Bd. 3, Nr. 4, 1990, ISSN 0893-9454, S. 573–592.
- Farshid Jamshidian: LIBOR and Swap Market Models and Measures. In: Finance and Stochastics. Bd. 1, Nr. 4, 1997, ISSN 1432-1122, S. 293–330.
- Kristian R. Miltersen, Klaus Sandmann, Dieter Sondermann: Closed Form Solutions for Term Structure Derivatives with Log-Normal Interest Rates. In: Journal of Finance. Bd. 52, Nr. 1, 1997, ISSN 0022-1082, S. 409–430.
- Oldrich Vasicek: An Equilibrium Characterization of the Term Structure. In: Journal of Financial Economics. Bd. 5, Nr. 2, 1977, ISSN 0304-405X, S. 177–188, doi:10.1016/0304-405X(77)90016-2.

### Bücher
- Nicole Branger, Christian Schlag: Zinsderivate.- Modelle und Bewertung. Springer, Berlin u. a. 2004, ISBN 3-540-21228-0.
- Damiano Brigo, Fabio Mercurio: Interest Rate Models – Theory and Practice. With Smile, Inflation and Credit. 2. Auflage. Springer, Berlin u. a. 2006, ISBN 3-540-22149-2.
- Christian Fries: Mathematical finance. theory, modeling, implementation. Wiley, New York 2007, ISBN 978-0-470-04722-4, PDF-Datei, Creative Commons Lizenz.
- Riccardo Rebonato: Modern Pricing of Interest-Rate Derivatives. The LIBOR Market Model and Beyond. Princeton University Press, Princeton NJ u. a. 2002, ISBN 0-691-08973-6.